# Björn Andersson (calciatore 1982)
Björn Ingemar Andersson (Fåglum, 13 febbraio 1982) è un ex calciatore svedese, di ruolo difensore.

## Carriera

### Club
Andersson iniziò la carriera con le maglie di Fåglums, Trollhättans FK e FC Trollhättan. Passò poi al Qviding e, nel 2008, si trasferì al GAIS. Debuttò nella Allsvenskan il 30 marzo dello stesso anno, giocando titolare nel pareggio per uno a uno contro l'Elfsborg. Il 5 aprile segnò la prima rete nella massima divisione svedese, nella sconfitta per tre a uno sul campo del Trelleborg.
Il 12 gennaio 2011 fu ufficializzato il suo passaggio al Viking. L'esordio ufficiale con questa maglia fu datato 19 marzo, quando sostituì Trond Erik Bertelsen nella sconfitta per due a zero contro il Vålerenga. Il 10 dicembre 2012, fu ufficializzato il suo ritorno al GAIS, a partire dal 1º gennaio successivo.